# Mariaanse voetbalbond
De Mariaanse voetbalbond of Northern Mariana Islands Football Association (NMIFA) is de voetbalbond van de Noordelijke Marianen, een niet-onafhankelijk territorium als eilandgebied van de Verenigde Staten, ook wel VS-gemenebest genoemd.
De voetbalbond werd opgericht in 2005 door de Amerikaans advocaat Peter Coleman. Het was tussen 1998 en 2009 geassocieerd lid van de Oceania Football Confederation, de OFC. Sinds 2008 lid van de Oost-Aziatische voetbalbond (CAFA). Daarvoor was de bond voorlopig lid tussen 2006 en 2008. De bond is sinds 2020 lid van de Aziatisch voetbalbond (AFC), dat werd besloten op het 30e AFC-congres.
De voetbalbond is verantwoordelijk voor het Mariaans voetbalelftal.

## President
In oktober 2021 was de president Jerry Tan.